# Salix niedzwieckii
Salix niedzwieckii — вид квіткових рослин із родини вербових (Salicaceae).

## Морфологічна характеристика
Це невелике дерево чи кущ.

## Середовище проживання
Китай (Сіньцзян), Казахстан, Киргизстан, Таджикистан, Узбекистан. Росте в прибережних заростях у вологих ґрунтах уздовж гірських потоків; на висотах 800–1500 метрів.

## Загрози
Про конкретні загрози не відомо.

## Використання
Використання невідоме.